# Perijáborststjärt
Perijáborststjärt (Asthenes perijana) är en fågel i familjen ugnfåglar inom ordningen tättingar.

## Utseende och läte
Perijáborststjärten är en relativt liten (19 cm) ugnfågel med lång och spetsig stjärt. Fjäderdräkten är enhetligt gråbrun med långt gråaktigt ögonbrynsstreck. På kinden syns en kanel- eller beigebrun fläck. Vidare har den kastanjekantade vingtäckare och den långa avsmalnade stjärten är ljusbrun. Sången består av tre till fem utdragna och ljusa "pee" följt av en fallande kort torr drill.

## Utbredning och status
Fågeln förekommer i Anderna i västra Venezuela (norra Táchira, Mérida och Trujillo). IUCN kategoriserar arten som starkt hotad.

## Namn
Fågelns svenska och vetenskapliga artnamn syftar på Serranía del Perijá, en bergskedja på gränsen mellan Colombia och Venezuela.